# Römische Reichskirche
Als römische Reichskirche wird in der historischen Forschung die christliche Kirche im spätantiken Römischen Reich sowie im frühmittelalterlichen Oströmischen/Byzantinischen Reich bezeichnet, die sich durch eine enge ideelle, institutionelle und personelle Verbindung zwischen dem Christentum dieser Zeit und dem politischen Herrschaftssystem des Reiches ausbildete. Aus ihr gingen u. a. die heutige römisch-katholische Kirche und die orthodoxen Kirchen des Ostens hervor.

## Geschichte
Konstantin der Große war der erste römische Kaiser, der das Christentum offiziell privilegierte. Schon 313 hatte er in der Mailänder Vereinbarung (oft fälschlich als „Toleranzedikt“ bezeichnet) gemeinsam mit Kaiser Licinius erklärt, den Christen und allen Bürgern des Reiches fortan volle Religionsfreiheit gewähren zu wollen. In der Folgezeit förderte er das Christentum weiter und sorgte damit für die nach ihm benannte konstantinische Wende in der römischen Religionspolitik. Nach seinem Tod 337 setzten seine Söhne, besonders Constantius II., die Förderung des Christentums und damit auch die Benachteiligung des Heidentums fort.
Ein wesentlicher Schritt zur römischen Reichskirche war schließlich das Edikt cunctos populos aus dem Jahr 380, das den römisch-alexandrinischen trinitarischen Glauben zur offiziellen Religion des Römischen Reichs erklärte, um die innerchristlichen Streitigkeiten zu beenden, und das Edikt von 391, in dem Theodosius I. die heidnischen Kulte verbot. Damit war die römisch-katholische Kirche endgültig zur Reichskirche geworden. Nach heutiger Sicht vieler Forscher war es jedoch erst Justinian I., der in der Mitte des 6. Jahrhunderts im Römischen Reich das Christentum tatsächlich gegen das Heidentum durchsetzte.
Das Christentum hatte damit die politische Funktion als Bindeglied zwischen den Teilen des Weltreiches übernommen, die zuvor von der römischen Religion wahrgenommen wurde. Die Zuwendung zur christlichen Religion wurde Bürgerpflicht. Der römische Kaiser sah seinerseits die Förderung einer einheitlichen Kirche als seine Pflicht an, da er in der Reichskirche die Kraft gegen eine weitere Zersplitterung des Reiches sah.
Folge waren unter anderem die kaiserliche Einberufung von Konzilien, kaiserliche Einflussnahme auf Dogmen sowie die Stärkung der Autorität der Bischöfe. Insbesondere letzteres führte dazu, dass auch nach dem Zusammenbruch des weströmischen Reiches eine weitgehend intakte Rechts- und Verwaltungsstruktur in Gestalt der römischen Kirche erhalten blieb.
Nach dem Fortfall der weströmischen Mitkaiser waren die römischen Kaiser in Konstantinopel wieder die einzigen legitimen Herrscher auf ehemals römischem Gebiet, was auch die Position der Päpste in Rom gegenüber ihrem Mitpatriarchen zu Konstantinopel schwächte. Nach dem Ende der Einheit des Reiches setzte Papst Gelasius I. Kaiser Anastasios I. Ende des 5. Jahrhunderts die Zwei-Schwerter-Theorie entgegen, und spätestens durch die Trennung von der oströmischen Kirche (Morgenländisches Schisma 1054) war sowohl die Einheit des Reichsgebietes als auch die Einheit von Kirche und Staat endgültig vorüber.